# Товаровский, Иосиф Григорьевич
Иосиф Григорьевич Товаровский (15 июля 1936, Днепропетровск — 20 апреля 2020, Днепр, Украина) — советский и украинский учёный в области металлургии, доктор технических наук (1989), профессор (2002), академик Академии горных наук Украины (2001).

## Биография
1955—1960 — учёба в Днепропетровском металлургическом институте и годичная работа на Днепровском металлургическом заводе имени Дзержинского (помощник газовщика, горновой и др.).
1960—1967 — работа на металлургическом заводе «Криворожсталь» в должностях газовщика, мастера доменной печи, руководителя доменной исследовательской группы. Участие в освоении работы мощных доменных печей 2000—2700 м³ и технологии доменной плавки на комбинированном дутьё высоких параметров. Защита кандидатской диссертации (1967 г. Москва, ЦНИИЧМ).
1967 — по настоящее время — работа в Институте чёрной металлургии (старший научный сотрудник, заведующий лабораторией, ведущий научный сотрудник). Защита докторской диссертации по специальности 05.16.02 — Металлургия чёрных металлов (1989, Москва, МИСиС); получение учёного звания профессора (2002).

## Научная деятельность
Автор 500 научных публикаций, включая 50 англоязычных. В составе публикаций 20 монографий и учебных пособий, 10 брошюр и 70 изобретений.

### Научно-педагогическая деятельность
- Аналитические и экспериментальные исследования доменной плавки с использованием математического моделировния. Системный анализ плавки.
- Коксосбережение в доменной плавке. Нетрадиционные металлургические технологии на основе использования продуктов газификации низкосортных углей. Малококсовая и бескоксовая доменная плавка.
- Работа в должности профессора кафедры металлургии Криворожского факультета Национальной металлургической академии Украины (1998—2008 г.г.).

### Научно-технические разработки
- Методы расчета доменной плавки в фактических и перспективных условиях.
- Аналитические исследования процессов и оптимизация режимов доменной плавки.
- Теоретические и технические решения малококсовой и бескоксовой доменной плавки при вдувании продуктов газификации углей.
- Использование доменных печей для газификации углей с утилизацией отходов.
- Теоретическое обоснование эволюционной перестройки доменной плавки на бескоксовое получение металла в доменной печи.
Изложено:
  - Журнал «Сталь», 1999, № 7, с. 10-17
  - Товаровский И. Г. Доменная плавка. Эволюция, ход процессов, проблемы и перспективы. — Днепропетровск: Пороги, 2003. — 597 с.
  - Товаровский И. Г. Доменная плавка. 2-е издание (расширенное). — Днепропетровск: Пороги, 2009. — 768 с.
  - Иосиф Товаровский. Процессы доменной плавки. Том 2. Проблемы и перспективы. Издательский Дом: LAP LAMBERT Academic Publishing. 2012.- 406 с.

### Практическая реализация
- Комплекс технических решений по дутьевым параметрам доменной плавки («Запорожсталь», «Kриворожсталь», Mакеевский МК и др. — 1980—1995 г.г.).
- Технология доменной плавки с вдуванием коксового газа через фурмы для замены природного и экономии кокса (Mакеевский МК — 1980—1992 г.г.).
- Ежегодные (1967—1995) аналитические и обобщающие разработки для доменных печей отрасли, использованные предприятиями для совершенствования технологии доменной плавки.
- Технология доменной плавки с заменой 10—15 % кокса антрацитом в доменных печах комбината «Криворожсталь» (2000—2011).
- Формирование на основе системного анализа процессов доменной плавки рекомендаций для доменного производства по коксосбережению и нетрадиционным малококсовым и бескоксовым технологиям (2000—2011).

### Изобретения
Автор изобретений (в соавторстве), решающих задачу эволюционной перестройки доменной плавки на бескоксовое получение металла в доменной печи:
- Шахтная печь для бескоксового получения металла АС. СССР. № 1694654 А1 М.Кл. С21В 13/00 Бюл. № 44, 30.11.91.
- Шахтна піч для безкоксового отримання металу Пат. України № 12115 С21В13/00. Бюл. № 4. 25.12.96.
- Шахтна піч безкоксового одержання металу Пат. України № 28524 А С21В 13/00. Бюл. № 5-I1 6.10.2000.
- Спосіб роботи шахтної печі безкоксового одержання металлу Пат. України № 29841 А С21В 13/00. Бюл. № 6-II 15.11.2000.
- Спосіб безкоксового одержання металу у шахтній печі Пат. України № 29988 А С21В 13/02. Бюл. № 6-II 15.11.2000.
- Спосіб роботи шахтної печі безкоксового одержання металлу Пат. України № 30142 А С21В 13/02. Бюл. № 6-II 15.11.2000.

### Научные конференции
- Международная научно-практическая конференция «Теория и практика тепловых процессов в металлургии», Екатеринбург, сентябрь 2012.
- Международная научно-практическая конференция «Творческое наследие Б. И. Китаева», к 100-летию со дня рождения. 12—13 февраля 2009 года, Екатеринбург, Россия.
- XV МЕЖДУНАРОДНАЯ КОНФЕРЕНЦИЯ «ТЕПЛОТЕХНИКА И ЭНЕРГЕТИКА В МЕТАЛЛУРГИИ» 7—9 октября 2008 г., НМетАУ, Днепропетровск, Украина.
- Научно-техническая конференция «Теория и практика производства чугуна», посвящЁнная 70-летию комбината «Криворожсталь», 24—27 мая 2004 года.
- V Международный конгресс доменщиков «Производство чугуна на рубеже столетий», Днепропетровск — Кривой Рог, 7-12 июня 1999 года.

### Общественная деятельность
- 2001—2008 — работа в составе экспертного Совета ВАК Украины.
- С 2001 г. — работа в составе секции «Технико-технологические проблемы устойчивого развития и системный мониторинг окружающей среды» Научного совета НАН Украины по проблемам окружающей среды и устойчивого развития.
- С 2006 г. — работа в составе секции металлургии Комитета Государственных премий Украины в области науки и техники.
- С 2013 г. — работа в редакционном Совете журнала «Energy Science and Technology» (Canadian Research & Development Center of Sciences and Cultures) в качестве заместителя главного редактора.

### Монографии
- Товаровский И.Г., Каменев Р.Д., Рабинович Г.Б. Доменная плавка в мощных печах.– Москва: Металлургия, 1968. – 116 с.
- Применение математических методов и ЭВМ для анализа и управления доменным процессом / И.Г. Товаровский, Е.И. Райх, К.К. Шкодин, В.А. Улахович – Москва: Металлургия, 1978. – 264 с.
- Товаровский И.Г. Совершенствование и оптимизация параметров доменного процесса.– Москва: Металлургия, 1987. – 192 с.
- Доменная плавка с вдуванием коксового газа / В.Ф. Пашинский, И.Г. Товаровский, П.Е. Коваленко, Н.Г. Бойков.– Киев: Техника, 1991. – 104 с.
- Получение и применение продуктов газификации угля в доменной плавке / И.Г. Товаровский, И.И. Солодкий, И.Я. Толмачев и др. – Москва: Черметинформация, 1992. – 101 с.
- Товаровский И.Г., Севернюк В.В., Лялюк В.П. Анализ показателей и процессов доменной плавки. – Днепропетровск: Пороги, 2000. – 420 с.
- Товаровский И.Г., Лялюк В.П. Эволюция доменной плавки. – Днепропетровск: Пороги, 2001. – 424 с.
- Товаровский И.Г. Доменная плавка. Эволюция, ход процессов, проблемы и перспективы. – Днепропетровск: Пороги, 2003. – 597 с.
- Познане процессов доменной плавки: Под редакцией Большакова В.И. и Товаровского И.Г./ Коллективный труд.-Днепропетровск : «Пороги», 2006.- 439 с.
- Коксозамещающие технологии в доменной плавке. Под редакцией профессора И.Г. Товаровского / В.П.Лялюк, И.Г.Товаровский, Д.А.Демчук и др.-Днепропетровск : «Пороги», 2006.- 276 с.
- Антрацит и термоантрацит в шихте доменной плавки / В.П.Лялюк, И.Г.Товаровский, Д.А.Демчук и др.- Днепропетровск : «Пороги», 2008.- 245 с.
- Товаровский И.Г. Доменная плавка. 2-е издание (расширенное). – Днепропетровск: Пороги, 2009. – 768 с.
- Товаровский И.Г., Большаков В.И., Меркулов А.Е. Аналитическое исследование процессов доменной плавки.- Днепропетровск: «Экономика», 2011.- 205 с.
- Иосиф Товаровский. Процессы доменной плавки. Том 1. Анализ состояния. Издательский Дом: LAP LAMBERT Academic Publishing. 2012.- 595 с.
- Иосиф Товаровский. Процессы доменной плавки. Том 2. Проблемы и перспективы. Издательский Дом: LAP LAMBERT Academic Publishing. 2012.- 406 с.
- Товаровский И.Г. Курс познания процессов доменной плавки. - Москва. - Нобель пресс, 2013.- 320 с.
- Tovarovskiy I.G. COGNITION OF THE PROCESSES AND DEVELOPMENT OF THE BLAST SMELTING TECHNOLOGY. - Nobel Press. - 2013.- Р. 240
- Товаровский И.Г. Познание процессов и развитие технологии доменной плавки. - Днепропетровск: Журфонд, 2015.- 912 с.
- Товаровский И.Г., Меркулов А.Е. Доменная плавка с вдуванием продуктов газификации углей. Киев. Изд-во «Науко/ва думка».- 2016.- 200 с.
- Теоретичні та практичні основи використання кускового антрациту в доменній плавці. В.П. Лялюк, Й.Г. Товаровський, Д.О. Кассім, I.А. Ляхова.- Дионат , Кривий Ріг: 2016. – 312 с. ISBN 978-617-7250-66-0

## Награды
- Премия Национальной академии наук Украины имени З. И. Некрасова (2003);
- Медаль НАН Украины «За подготовку научной смены» (2011);
- медаль НАН Украины «За научные достижения» (2014);
- Почётные грамоты Президиума НАН Украины (1999, 2004, 2006) за плодотворную научную работу и весомый личный творческий вклад в развитие теории и технологии металлургического производства;
- Почётное звание «Заслуженный деятель науки и образования» присвоено Российской академией естествознания, 2016 г. № 01771.